# Instituto de Información (Universidad de la República)
El Instituto de Información de la Facultad de Información y Comunicación, anteriormente Escuela Universitaria de Bibliotecología y Ciencias Afines Ingeniero Federico Capurro o EUBCA, es una institución de carácter universitario perteneciente a la Universidad de la República, ubicada en San Salvador 1944, Montevideo, Uruguay. 
Allí se imparten las carreras de Bibliotecología y Archivología. En Uruguay es el único lugar donde se dictan estas carreras.
Forma parte de dicha facultad en conjunto con el Instituto de Comunicación, anteriormente Licenciatura en Ciencias de la Comunicación (dependiente del Consejo Directivo Central) y el Programa de Desarrollo Académico de la Información y la Comunicación (PRODIC).

## Historia
Los orígenes de la Escuela Universitaria de Bibliotecología y Ciencias Afines "Ing. Federico E. Capurro" data de principios de la década del cuarenta. 
Su creación se debe en gran parte a la preocupación del Ingeniero Capurro por la gestión de las bibliotecas así como por la formación de las personas que trabajaban en ellas.
Federico Capurro había realizado viajes a distintas partes del mundo y en uno de sus viajes a EE. UU. observó como funcionaban las bibliotecas de ese país y de que manera se formaban los profesionales que trabajaban en ellas. 
Capurro fue un destacado ingeniero, docente, parlamentario, funcionario público y pensador que brindó importantes aportes en las diversas áreas donde trabajó.
En el año 1943 Capurro impulsa la creación de una escuela que brinde la capacitación adecuada a las necesidades; manifiesta expresamente la inquietud de "extender la lectura procurando los medios más convenientes para que el libro llegue a manos del público".
Por ello el Ing. Capurro, solicita al Sr. Arthur Gropp, entonces Director de la Biblioteca Artigas-Washington, que organice y ponga en marcha una escuela de bibliotecarios en nuestro país, la cual comienza a funcionar en el año 1943, en un principio en el local perteneciente a la Asociación de Ingenieros del Uruguay. En ese primer momento pertenece al ámbito privado. Existían perspectivas de que muy pocas personas estudiaran esa profesión, se calculaba que se inscribirían una docena de personas, pero al momento de abrir la plazas de inscripción inclusive las expectativas más optimistas se vieron desbordadas ya que más de cien personas pretendían estudiar en la Escuela de Bibliotecnia.
Viendo esto el Ing. Capurro, presenta un proyecto de ley, sancionado por el Parlamento el 14 de agosto de 1945 (Ley N.º 10.638), con vistas a oficializar la Escuela y profesionalizar la actividad bibliotecaria en el país. La Escuela pasa entonces a formar parte de la Universidad de la República. Desde 1951 del Rectorado directamente.
Ya en el ámbito público la carrera continúa siendo de un año de duración.
La profesión ha ido evolucionando, acompañando el avances de las tecnologías de la información y la comunicación, así como las crecientes necesidades de los usuarios. 
Entre 1951 y 1965 rige un Plan de Estudios de dos años y el título que se otorga es el de Bibliotecario.
A partir de 1966 se aprueba un plan de tres años de duración, esto conlleva nuevas exigencias para docentes y estudiante; a estos últimos les requiere el ciclo secundario completo o poseer título de maestro, además de haber aprobado un curso de dactilografía en un Instituto Oficial.
Estas exigencias repercutieron en una disminución de inscriptos para cursar la carrera.
En el año 1967 la Escuela Universitaria de Bibliotecnia cambia su nombre a Escuela Universitaria de Bibliotecología y Ciencias Afines “Ing. Federico E. Capurro”, desde ese momento se da a sus egresados el título de Bibliotecólogo.
En 1983 se crea la Carrera de Archivólogo.
Por esos años se agrega a la carrera de Bibliotecología la opción de cursar un año más para obtener el título de Licenciado en Bibliotecología.
En 1987 se realizan nuevos cambios en el plan de estudios los que extienden obligatoriamente a cuatro años la carrera para obtener el título de Licenciado en Bibliotecología y tres años para el título de Archivólogo.      
El último plan de estudio define a la profesión y la jerarquiza.
En sus objetivos generales refleja un profundo cambio, tanto a nivel instrumental como teórico; sus contenidos, sus fundamentos, su enfoque social, la inclusión de nuevas tecnología para el tratamiento de la información, son entre otras, las mayores virtudes de este Plan, el cual tiende a formar profesionales con un perfil que capacita para actuar de modo acorde a su carácter universitario, en todas las instancias que corresponda dentro de su especialidad, tanto en el sector público como privado, así como también en el ejercicio liberal de la profesión.
En 2013 pasa a formar parte de la nueva Facultad de Información y Comunicación, con el nombre de Instituto de Información. El 1.º de octubre de 2013 la nueva facultad es creada por resolución del Consejo Directivo Central de la Universidad de la República e inaugurada el 6 de diciembre de 2013.

## Generalidades de las Carreras

### Licenciatura en Bibliotecología
Duración: 4 años 
- Carga horaria total: 3240 horas (se incluye Proyecto de investigación y prácticas curriculares).
- Plan de Estudios: Aprobado por el Consejo Directivo Central de la Universidad de la República el 6 de julio de 1987, fue modificado el 9 de marzo de 1993.

El contenido global del Plan de Estudios incluye asignaturas que abarcan temáticas tales como: 
- Fundamentos teóricos de la Bibliotecología y Ciencia de la Información.
- Gestión de la Información.
- Procesamiento y análisis de la información.
- Recursos y servicios de información.
- Asimismo se complementa con asignaturas de apoyo metodológico y teórico que completan la formación profesional.

El Plan incluye también asignaturas optativas, a elección del estudiante, que podrán versar sobre profundización en temáticas bibliotecológicas o cursos dictados en otras dependencias de la Universidad de la República que presenten especial interés para la formación profesional. 
Proyecto de Investigación: Trata de introducir en la metodología científica y en las técnicas de trabajo intelectual, así como en el contenido teórico y práctico de las diferentes disciplinas. Pretende la preparación de profesionales con formación para la investigación sistemática, con vistas a la comprensión de los procesos de generación del conocimiento y transferencia de información.
Práctica en Unidades de Información: Se exigen 128 horas de práctica en diferentes unidades de información.

### Licenciatura en Archivologia
- Duración: 4 años
- 8 semestres, 360 créditos
- Estructura curricular: asignaturas obligatorias y opcionales, organizadas en tres ciclos de formación: inicial, intermedio y de graduación.
- Plan de Estudios: Aprobado por el Consejo Directivo Central de la Universidad de la República el 21 de agosto de 2012.

El Plan de estudios está estructurado sobre la base de dos grandes grupos de asignaturas: 
- a) De carácter general o introductorias.
- b) Técnico profesionales.

Algunas asignaturas del ciclo inicial se dictan en forma conjunta con la Lic. en Bibliotecología. 
- Proyecto de Investigación. Donde se debe aplicar a situaciones concretas los métodos y técnicas de investigación apropiadas al área de Archivología.

- Prácticas en Archivos. Se exigen 86 horas de prácticas en archivos.
- Se dicta en los departamentos de Montevideo y Paysandú.

### Prácticas
Actualmente se aprobó por Resolución N.º 53 CFIC con fecha del 27/10/2022 las nuevas Disposiciones reglamentarias para las Prácticas Pre-Profesionales de las Carreras de grado de la Facultad de Información y Comunicación.
- Art. 2. Son objetivos de las prácticas pre-profesionales
- Art. 3. Tipos de prácticas preprofesionales.
- Art. 4. Requisitos y criterios de selección para iniciar una práctica preprofesional
- Art. 5. Duración y acreditación de las prácticas preprofesionales
- Art. 6. Referentes   profesionales   y   académicos   en   espacios   de   práctica.
- Art. 7. Derechos del estudiante respecto a las prácticas preprofesionales.
- Art. 8. Obligaciones del estudiante respecto a las prácticas preprofesionales.
- Art. 9 Disposición transitoria.[5]

## Comisiones de trabajo
Para un mejor desarrollo de las actividades universitarias se crean comisiones integradas por los tres órdenes (docentes, estudiantes y egresados) 
Esta característica de la Universidad de la República contribuye a la vida plural y democrática de la institución y del país.

### Comisiones dependientes de la comisión directiva
- Comisión de Presupuesto
- Comisión de Asuntos Administrativos
- Comisión de Bolsa de Trabajo de Bibliotecología
- Comisión de Bolsa de Trabajo de Archivología
- Comisión de Promoción de las Carreras
- Comisión de Reválidas
- Comisión de Biblioteca
- Comisión de Conversión de Títulos
- Comisión de Proyectos
- Comisión de Educación Permanente
- Comisión de Modificación de las Ordenanzas
- Comisión de Publicaciones
- Comisión de Pautas para la Evaluación Docente

### Comisiones dependientes de la asamblea del claustro
- Comisión de Seguimiento y Evaluación de Planes de Estudio
- Comisión de Maestría

### Comisión de enlace comisión directiva - asamblea del claustro
- Comisión de Futuro Institucional de la EUBCA

### Unidad de Extensión
- CREACIÓN DE LA UNIDAD DE EXTENSIÓN Y COOPERACIÓN (1999)

La Ordenanza de la Estructura Académica de la Escuela Universitaria de Bibliotecología y Ciencias Afines (EUBCA) define en el artículo 15: "La Unidad de Extensión y Cooperación coordina y formaliza las actividades de extensión, los convenios, los acuerdos y las asesorías con diferentes sectores (empresariales, productivos, culturales, políticos, etc.) y con actores sociales, así como con entidades académicas, tanto a nivel nacional como regional e internacional".
Aprobada por el Consejo Directivo Central de la Universidad de la República en sesión de fecha 7 de diciembre de 1999, resolución N.º 5 - Exp. N.º 7042/97 -

## Directores
El primer director de la Escuela fue Arthur E. Gropp (1943-1947), luego Elvira Lerena (1947-1965), después de ésta Miguel Ángel Piñeiro (1965-1966), luego Nylia Ziegler (1966-1972), después Ermelinda Acerenza (1972-1983) por un breve período tomo la dirección nuevamente Nylia Ziegler (1984-1985), Cristina Pérez (1985-1986) asume la dirección interina, después Elvira Lerena (1986-1990) dirige por segunda vez la Escuela. Entre 1988 y 1990 Cristina Pérez subroga la dirección, terminado este período ocupa la dirección María Teresa Castilla (1990-1994), ulteriormente es elegido director Mario Barite (1994-2002), luego Gladys Ceretta (2002-2010) y desde ese año el director es nuevamente Mario Barite.  
A partir de la conformación de la Facultad de Información y Comunicación (FIC) el 1° de octubre del 2013 son directores/as del Instituto de Información.  
| Director/a            | Período         |
| --------------------- | --------------- |
| Arthur E. Gropp       | (1943-1947)     |
| Elvira Lerena         | (1947-1965)     |
| Miguel Ángel Piñeiro  | (1965-1966)     |
| Nylia Ziegler         | (1966-1972)     |
| Ermelinda Acerenza    | (1972-1983)     |
| Nylia Ziegler         | (1984-1985)     |
| Cristina Pérez        | (1985-1986)     |
| Elvira Lerena         | (1986-1990)     |
| Cristina Pérez        | (1988-1990)     |
| María Teresa Castilla | (1990-1994)     |
| Mario Barite          | (1994-2002)     |
| Gladys Ceretta        | (2002-2010)     |
| Mario Barite          | (2010-2017)     |
| Paulina Szafrán       | (2017-presente) |